# Camilla Collett
Camilla Collett   (Kristiansand, 23 de gener de 1813 - Christiania, 6 de març de 1895) va ser una escriptora noruega, reconeguda com la primera intel·lectual feminista en aquest país, així com introductora del realisme en la literatura noruega.
Se suposa que va ser autora o coautora de molts dels textos que publicava el seu marit, Peter Jonas Collett, al diari polític Den Constitusjonelle ("El constitucional"). I ella hi publicà de forma anònima l'assaig feminista Nogle Strikketøisbetragtninger (Algunes consideracions sobre el teixit de punt).
Autora de textos narratius amb protagonistes femenines, va escriure i publicar la seva primera novel·la de manera anònimaː Amtmandens Døttre (‘Les filles del governador’, 1855), quan tenia més de quaranta anys. L'obra va generar molt d'escàndol per tal com plantejava la manca de capacitat de decisió de les dones sobre les seves pròpies vides, un tema que va ser considerat molt inadequat. Igualment plantejava com l'amor entre home i dona no té sentit si una part de la parella s'ha de mantenir passiva. A ella mateixa no se li va permetre participar en el debat social fins que no va ser casada i sempre que ho fes amb pseudònim.
Al 1873 va publicar per primera vegada signant amb el seu nom,ːera una nova edició de la que havia estat la primera novel·la. Altres títols seus són les seves memòries, I de lange Naetter (‘A les llargues nits', 1863), I de lange Nætter, 1863, que recullen les dificultats de les escriptores, i també obres d'assaig, com Mod Strømmen (Contra el corrent, 1879) i Fra de stummes Leir (‘Amb les de la boca closa’, 1877), un recull d'articles que reivindiquen els drets de les dones mentre posen en evidència la representació que se n'ha fet en la novel·la del segle xix, on apareix com a víctima d'una violència sovint oculta i tolerada.

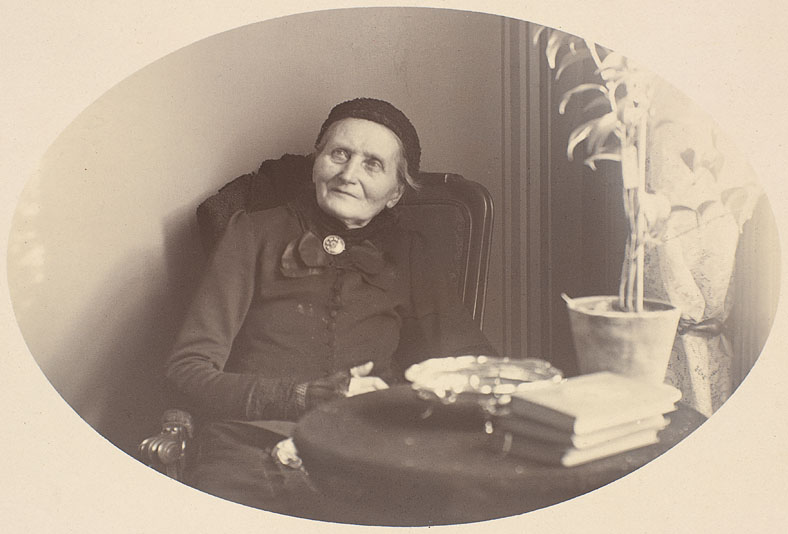
Camilla Collett, en una foto de 1893 presa pel seu fill, Robert Collett

Camilla Collett fou membre honorària de l'Associació Noruega pels Drets de les Dones, quan es va crear el 1884.
La seva reflexió i la seva obra va sensibilitzar els seus contemporanis i també les noves generacions, que han escoltat la seva veu per millorar la seva societat. Camilla Collett va afirmar "cap nació està civilitzada si no hi ha espai per a les dones".